# مغامس بن رميثة
مغامس بن رميثة بن محمد أبي نمي الحسني كان شريفًا (أميرًا) مشاركًا لمكة المكرمة من عام 1347 إلى عام 1349. 

## ملحوظات
1. ↑  al-Ghāzī 2009، صفحة 199.